# Måslev
Måslev, Marslev (dansk) eller Maasleben (tysk) er et gods beliggende midtvejs mellem Søholt og Tumby på halvøen Svansø i det østlige Sydslesvig. Administrativt hører Måslev under Tumby Kommune i Rendsborg-Egernførde kreds i den nordtyske delstat Slesvig-Holsten. I kirkelig henseende hører lokaliteten under Siseby Sogn. Sognet lå i den danske periode indtil 1864 i Risby Herred (senere Svans godsdistrikt, Egernførde Herred).
Gården opstod før 1400. Som ejere af Måslev nævnes i 1400-tallet Wolf Pogwisch, senere Otto Sehested og Claus Ahlefeldt. I 1626 kom gården igen til familien Pogwisch. I flere perioder havde godset fælles ejer med Binebæk og i 1600-tallet også med Søgaard på vesterhavsøen Pelvorm. Samtlige ejendomme lå i Siseby Sogn. For at drive gården blev flere landsbyer i omegnen nedlagt (Bøsby, Hakelmark, Hymark, Måslev, Tumby samt enkeltgården Krageryd, alene Holstoft og Søby kunne fortsatte som landsbyer). Godsområdet blev i 1794 parcelleret, men fortsatte som adelsgods i Svans godsdistrikt. Fra 1805 fungerede embedsmænd fra Egernførde by eller Hytten Herred som retsholdere i godsherrens navn. Som følge af patrimonialjurisdiktionens afskaffelse i 1853 kom Måslev under det nyoprettede Egernførde Herred.
Gårdens navn er første gang nævnt 1349 (Dipl. dan. 3, 3, 175). Stednavnets første led kan henføres til personnavnet Ma eller Mar, som etymologisk er afledt af oldnordisk mærr (≈berømt) eller marr (≈hest). Muligt er også en afledning af oldn. mār (≈måge). På jysk / angeldansk udtaltes stedet Masle. På dansk findes også skriveformen Marslev.

## Molbæk
Mellem Måslev og Mariegård (ty. Marienhof) løber den lille Molbæk (Muldbæk). Bækken er første gang nævnt 1772. Forleddet er snarest jordbundsbetegnelsen muld, men det kunne også indeholde det sønderjyske/angeldanske mol (→ regnsky, tordensky, byge).